# Nécropole de Carrasqueira
La nécropole de Carrasqueira ou nécropole de Vale de Fuzeiros est un site archéologique composé de cinq tombeaux bien conservés de l'époque des Wisigoths creusés dans des affleurements rocheux. Elle est située dans la freguesia de São Bartolomeu de Messines sur le territoire de la municipalité de Silves (district de Faro, Portugal). 
Le site est en voie de classification comme Immeuble d'intérêt municipal.

## Historique
La nécropole a été découverte lors d'une enquête menée par le Département d'archéologie de l'Institut portugais du patrimoine architectural, en collaboration avec l'archéologue Mário Varela Gomes. En 2005, elle a fait l'objet de travaux du Dr Luís Miguel Cabrita, au cours desquels un relevé graphique, photographique et topographique des tombes a été réalisé. Une résolution du conseil municipal de Silves du 27 août 2014 a lancé le processus de classification de la nécropole comme d'intérêt municipal, tandis que l'avis n° 23/2015, émis par l'autorité locale, a déterminé la classification du monument.
La typologie des tombes indique une fondation wisigothique au cours du Haut Moyen Âge, et elles étaient probablement utilisées par une communauté voisine qui s'y était installée en raison de conditions favorables. En fait, les sols de Vale Fuzeiro étaient fertiles et alimentés par le Barranco do Baralha, et les montagnes au nord offraient du gibier et du bois, qui étaient utilisés pour le feu et la construction de bâtiments.

## Description
La nécropole de Carrasqueira est située sur le versant d'une colline du même nom, dans la région de Vale de Fuzeiros, et se compose d'un groupe de cinq tombes creusées dans deux affleurements rocheux, les deux groupes étant distants de seulement quelques mètres. Ces affleurements ont été choisis délibérément, car ils sont facilement visibles dans le paysage. Le groupe oriental est creusé dans du grès de Silves (pt) du Trias, et se compose de deux tombes, dont les chambres funéraires sont séparées par un mur commun, tandis que le groupe occidental se compose de trois tombes individuelles, creusées dans du grès de Silves.  Les tombes sont principalement orientées du nord-ouest au sud-est. Ce type d'enterrement était probablement réalisé dans une simple fosse, qui serait recouverte d'une seule dalle de pierre ou divisée en plusieurs blocs, dont il ne reste aucune trace.
Le site fait partie du circuit archéologique de Vilarinha, qui comprend également la nécropole de Pedreirinha et la nécropole de Forneca, ainsi que le Alinhamento da Vilarinha (pt) (complexe de menhirs de Vilarinha).

## Galerie

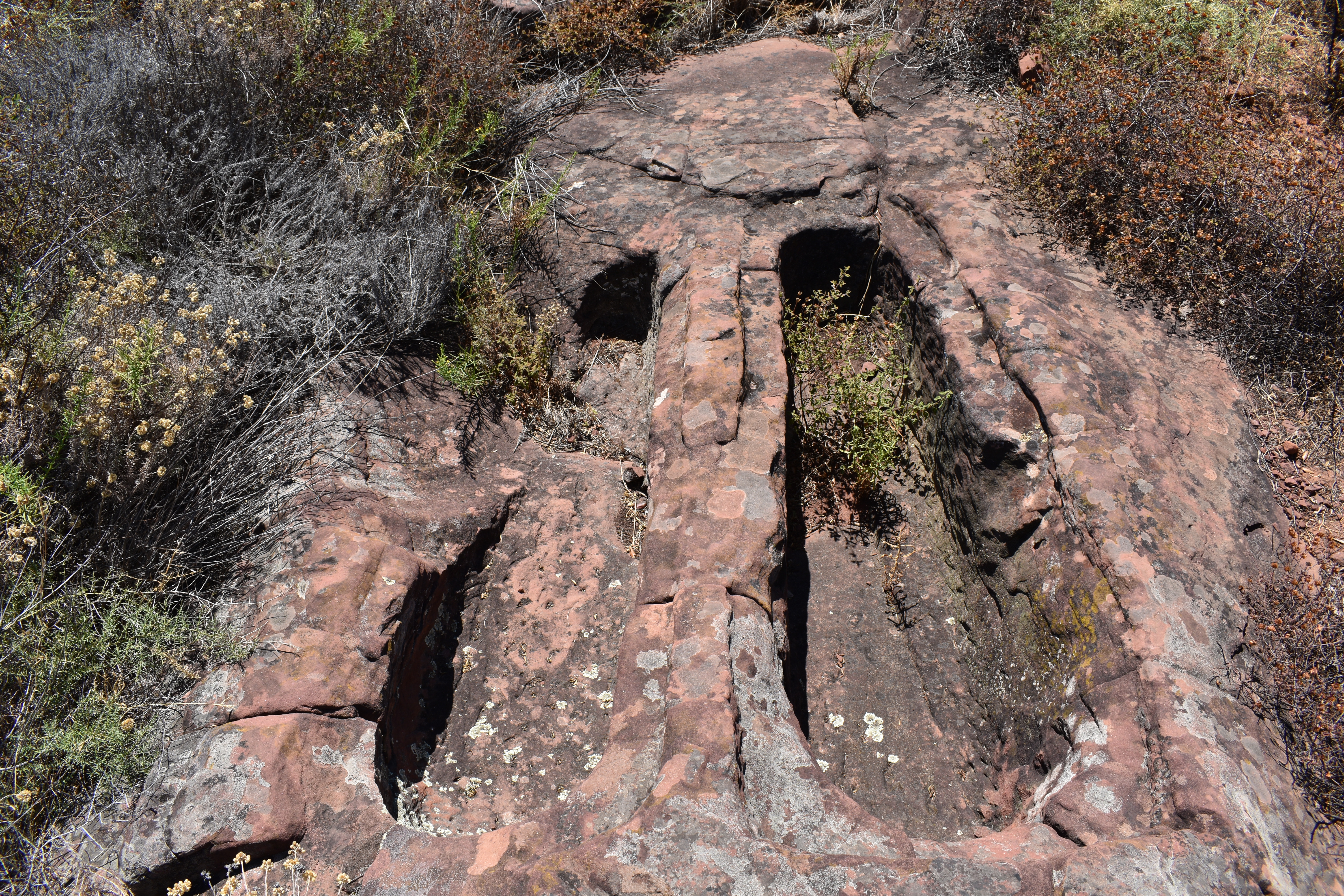
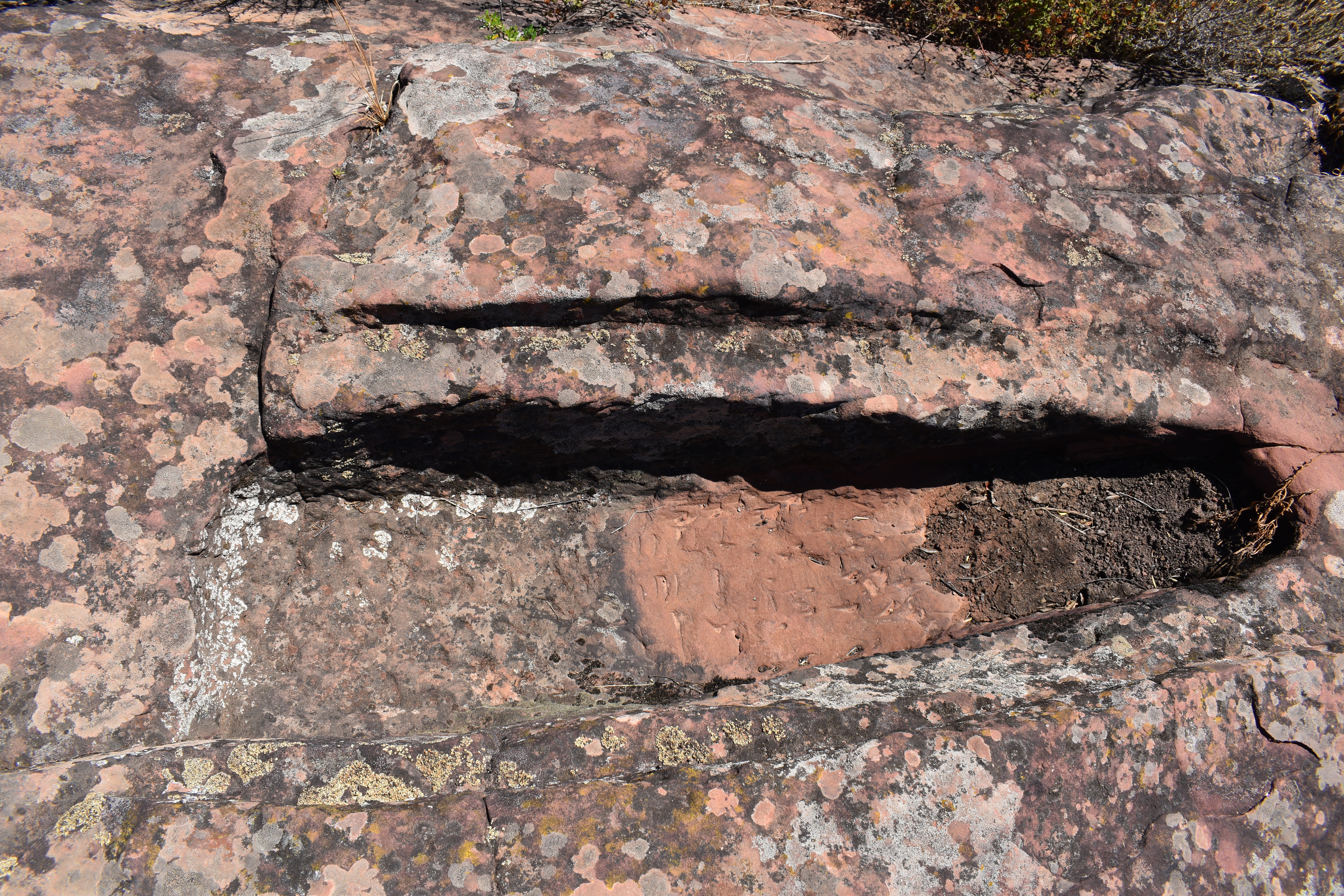